# Формула-1 — Гран-прі США 2022
Гран-прі США 2022 (офіційно — Formula 1 Aramco United States Grand Prix 2022) — автоперегони чемпіонату світу з Формули-1, які відбулися 23 жовтня 2022 року. Гонка була проведена на трасі Америк у м. Остін (Техас, США). Це дев'ятнадцятий етап чемпіонату світу і п'ятдесят перше Гран-прі США в історії.
Переможцем гонки став нідерландець Макс Ферстаппен (Ред Булл — RBPT). Друге місце посів Льюїс Гамільтон (Мерседес), а третє — Шарль Леклер (Феррарі).
Чинним переможцем гонки був Макс Ферстаппен, який у 2021 році виступав за команду Ред Булл.

## Положення у чемпіонаті перед гонкою
| Місце   | Пілот               | Очки |
| ------- | ------------------- | ---- |
| 1       | Макс Ферстаппен     | 366  |
| 2       | Серхіо Перес        | 253  |
| 3       | Шарль Леклер        | 252  |
| 4       | Джордж Расселл      | 207  |
| 5       | Карлос Сайнс (мол.) | 202  |
| Джерело |                     |      |

| Місце   | Конструктор         | Очки |
| ------- | ------------------- | ---- |
| 1       | Ред Булл — RBPT     | 619  |
| 2       | Феррарі             | 454  |
| 3       | Мерседес            | 387  |
| 4       | Альпін — Рено       | 143  |
| 5       | Макларен — Мерседес | 130  |
| Джерело |                     |      |

## Шини
Під час гран-прі було дозволено використовувати шини Pirelli C2, C3 і C4 (hard, medium і soft).
| Hard | Medium | Soft |
| ---- | ------ | ---- |

## Вільні заїзди
| Сесія | Лідер               | Конструктор     | Ш | Час      | Джерело |
| ----- | ------------------- | --------------- | - | -------- | ------- |
| 1     | Карлос Сайнс (мол.) | Феррарі         | P | 1:36.857 | [ 3 ]   |
| 2     | Шарль Леклер        | Феррарі         | P | 1:36.810 | [ 4 ]   |
| 3     | Макс Ферстаппен     | Ред Булл — RBPT | P | 1:35.825 | [ 5 ]   |

## Кваліфікація
| Місце                                   | №  | Пілот               | Конструктор             | Частина 1 | Частина 2 | Частина 3 | Старт    |
| --------------------------------------- | -- | ------------------- | ----------------------- | --------- | --------- | --------- | -------- |
| 1                                       | 55 | Карлос Сайнс (мол.) | Феррарі                 | 1:35.297  | 1:35.590  | 1:34.356  | 1        |
| 2                                       | 16 | Шарль Леклер        | Феррарі                 | 1:35.795  | 1:35.246  | 1:34.421  | 12       |
| 3                                       | 1  | Макс Ферстаппен     | Ред Булл — RBPT         | 1:35.864  | 1:35.294  | 1:34.448  | 2        |
| 4                                       | 11 | Серхіо Перес        | Ред Булл — RBPT         | 1:36.163  | 1:35.864  | 1:34.645  | 9        |
| 5                                       | 44 | Льюїс Гамільтон     | Мерседес                | 1:36.148  | 1:35.732  | 1:34.947  | 3        |
| 6                                       | 63 | Джордж Расселл      | Мерседес                | 1:36.195  | 1:35.692  | 1:34.988  | 4        |
| 7                                       | 18 | Ленс Стролл         | Астон Мартін — Мерседес | 1:36.860  | 1:36.032  | 1:35.598  | 5        |
| 8                                       | 4  | Ландо Норріс        | Макларен — Мерседес     | 1:36.465  | 1:36.341  | 1:35.690  | 6        |
| 9                                       | 14 | Фернандо Алонсо     | Альпін — Рено           | 1:36.446  | 1:35.988  | 1:35.876  | 14       |
| 10                                      | 77 | Вальттері Боттас    | Альфа Ромео — Феррарі   | 1:36.746  | 1:36.321  | 1:36.319  | 7        |
| 11                                      | 23 | Александр Албон     | Вільямс — Мерседес      | 1:36.932  | 1:36.368  |           | 8        |
| 12                                      | 5  | Себастьян Феттель   | Астон Мартін — Мерседес | 1:36.695  | 1:36.398  |           | 10       |
| 13                                      | 10 | П'єр Гаслі          | Альфа Таурі — RBPT      | 1:36.577  | 1:36.740  |           | 11       |
| 14                                      | 24 | Чжоу Гуаньюй        | Альфа Ромео — Феррарі   | 1:36.656  | 1:36.970  |           | 18       |
| 15                                      | 22 | Юкі Цунода          | Альфа Таурі — RBPT      | 1:36.808  | 1:37.147  |           | 19       |
| 16                                      | 20 | Кевін Магнуссен     | Хаас — Феррарі          | 1:36.949  |           |           | 13       |
| 17                                      | 3  | Данієль Ріккардо    | Макларен — Мерседес     | 1:37.046  |           |           | 15       |
| 18                                      | 31 | Естебан Окон        | Альпін — Рено           | 1:37.068  |           |           | Піт-лейн |
| 19                                      | 47 | Мік Шумахер         | Хаас — Феррарі          | 1:37.111  |           |           | 16       |
| 20                                      | 6  | Ніколас Латіфі      | Вільямс — Мерседес      | 1:37.244  |           |           | 17       |
| 107 % від лідера першої сесії: 1:41.968 |    |                     |                         |           |           |           |          |
| Джерело:                                |    |                     |                         |           |           |           |          |

## Гонка
| Місце                                                                       | №  | Пілот               | Конструктор             | Кола | Час/причина сходу      | Старт    | Очки |
| --------------------------------------------------------------------------- | -- | ------------------- | ----------------------- | ---- | ---------------------- | -------- | ---- |
| 1                                                                           | 1  | Макс Ферстаппен     | Ред Булл — RBPT         | 56   | 1:42:11.687            | 2        | 25   |
| 2                                                                           | 44 | Льюїс Гамільтон     | Мерседес                | 56   | +5.023                 | 3        | 18   |
| 3                                                                           | 16 | Шарль Леклер        | Феррарі                 | 56   | +7.501                 | 12       | 15   |
| 4                                                                           | 11 | Серхіо Перес        | Ред Булл — RBPT         | 56   | +8.293                 | 9        | 12   |
| 5                                                                           | 63 | Джордж Расселл      | Мерседес                | 56   | +44.815                | 4        | 11   |
| 6                                                                           | 4  | Ландо Норріс        | Макларен — Мерседес     | 56   | +53.785                | 6        | 8    |
| 7                                                                           | 14 | Фернандо Алонсо     | Альпін — Рено           | 56   | +55.078                | 14       | 6    |
| 8                                                                           | 5  | Себастьян Феттель   | Астон Мартін — Мерседес | 56   | +1:05.354              | 10       | 4    |
| 9                                                                           | 20 | Кевін Магнуссен     | Хаас — Феррарі          | 56   | +1:05.834              | 13       | 2    |
| 10                                                                          | 22 | Юкі Цунода          | Альфа Таурі — RBPT      | 56   | +1:10.919              | 19       | 1    |
| 11                                                                          | 31 | Естебан Окон        | Альпін — Рено           | 56   | +1:12.875              | Піт-лейн |      |
| 12                                                                          | 24 | Чжоу Гуаньюй        | Альфа Ромео — Феррарі   | 56   | +1:16.164              | 18       |      |
| 13                                                                          | 23 | Александр Албон     | Вільямс — Мерседес      | 56   | +1:20.075              | 8        |      |
| 14                                                                          | 10 | П'єр Гаслі          | Альфа Таурі — RBPT      | 56   | +1:21.763              | 11       |      |
| 15                                                                          | 47 | Мік Шумахер         | Хаас — Феррарі          | 56   | +1:24.490              | 16       |      |
| 16                                                                          | 3  | Данієль Ріккардо    | Макларен — Мерседес     | 56   | +1:30.487              | 15       |      |
| 17                                                                          | 6  | Ніколас Латіфі      | Вільямс — Мерседес      | 56   | +1:43.588              | 17       |      |
| Схід                                                                        | 18 | Ленс Стролл         | Астон Мартін — Мерседес | 21   | Аварія                 | 5        |      |
| Схід                                                                        | 77 | Вальттері Боттас    | Альфа Ромео — Феррарі   | 16   | Виліт з траси          | 7        |      |
| Схід                                                                        | 55 | Карлос Сайнс (мол.) | Феррарі                 | 1    | Пошкодження від аварії | 1        |      |
| Найшвидше коло: Джордж Расселл (Мерседес) — 1:38.788, поставлене на 56 колі |    |                     |                         |      |                        |          |      |
| Джерело:                                                                    |    |                     |                         |      |                        |          |      |

## Положення у чемпіонаті після гонки
| Місце   | Пілот               | Очки |
| ------- | ------------------- | ---- |
| 1       | Макс Ферстаппен     | 391  |
| 2       | Шарль Леклер        | 267  |
| 3       | Серхіо Перес        | 265  |
| 4       | Джордж Расселл      | 218  |
| 5       | Карлос Сайнс (мол.) | 202  |
| Джерело |                     |      |

| Місце   | Конструктор         | Очки |
| ------- | ------------------- | ---- |
| 1       | Ред Булл — RBPT     | 656  |
| 2       | Феррарі             | 469  |
| 3       | Мерседес            | 416  |
| 4       | Альпін — Рено       | 149  |
| 5       | Макларен — Мерседес | 138  |
| Джерело |                     |      |